# Still Sucks
Still Sucks (з англ. «Все ще відстій ») — шостий студійний альбом американського ню-метал гурту Limp Bizkit, випущений 31 жовтня 2021 року лейблом Suretone Records.

## Список композицій
| #     | Назва                           | Тривалість |
| ----- | ------------------------------- | ---------- |
| 1.    | «Out of Style»                  | 3:22       |
| 2.    | «Dirty Rotten Bizkit»           | 3:01       |
| 3.    | «Dad Vibes»                     | 2:12       |
| 4.    | «Turn It Up, Bitch»             | 2:20       |
| 5.    | «Don’t Change (кавер INXS)»     | 2:55       |
| 6.    | «You Bring Out the Worst in Me» | 3:12       |
| 7.    | «Love the Hate»                 | 1:56       |
| 8.    | «Barnacle»                      | 1:55       |
| 9.    | «Empty Hole»                    | 1:52       |
| 10.   | «Pill Popper»                   | 2:24       |
| 11.   | «Snacky Poo»                    | 4:11       |
| 12.   | «Goodbye»                       | 2:35       |
| 31:55 |                                 |            |

## Учасники запису
Limp Bizkit
- Фред Дерст — вокал
- Вес Борланд — гітара
- Сем Ріверс — бас-гітара
- Джон Отто — ударні
- DJ Lethal — семпли, програмування

Технічний персонал
- Закк Червіні — продюсер
- Вес Борланд — дизайн обкладинки, художнє керівництво, ілюстрація